# Ортаци (ТВ филм)
„Ортаци” је југословенски ТВ филм из 1960. године. Режирао га је Сава Мрмак а сценарио је написан по делу Џека Лондона.

## Улоге
| Глумац      | Улога |
| ----------- | ----- |
| Иван Хајтл  |       |
| Милан Срдоч |       |